# Nicolò Fazzi
Nicolò Fazzi,  född 2 mars 1995 i Borgo a Mozzano, är en italiensk fotbollsspelare som spelar för Mantova i Serie C. Han spelar som mittfältare.